# Kwas glukarowy
Kwas glukarowy (kwas sacharowy) – organiczny związek chemiczny z grupy kwasów dikarboksylowych. Jest produktem utleniania glukozy (przy węglu C1 i C6).